# Christa L. Deeleman-Reinhold
Christa Laetitia Deeleman-Reinhold, född 23 november 1930 på Java i Nederländska Ostindien, död 26 mars 2025, var en nederländsk araknolog. Hon var specialiserad på spindlar från Sydostasien och Sydeuropa, särskilt grottlevande och tropiska spindlar. 
Deeleman-Reinhold donerade den största existerande samlingen av sydostasiatiska spindlar – omkring 25 000 stycken, till Naturalis. Detta är ett naturhistoriskt museum i Leiden i Nederländerna.

## Auktorsnamn
Auktorsnamnet Deeleman-Reinhold kan användas för Christa L. Deeleman-Reinhold i samband med ett vetenskapligt namn inom zoologin; se Wikipedia-artiklar som länkar till auktorsnamnet.